# Viktmobbning

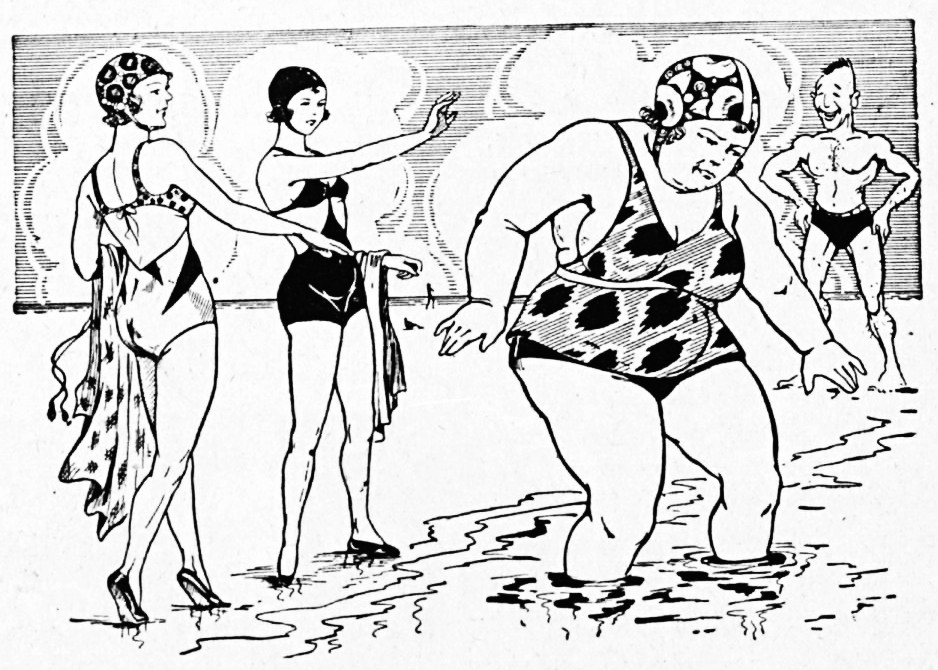
Viktmobbning.

Viktmobbning är mobbning och stigmatisering av tjocka människor. Det innebär hälsorisker utöver de som är förknippade med vikten i sig själv. Fördomar och negativa attityder mot tjocka människor är vanligt förekommande i hela samhället, exempelvis i vården, skolan, inom familjer och på arbetsplatser. Kvinnor drabbas i allmänhet hårdare.
I Sverige kom socialstyrelsen ut år 2022 med förslag på nya riktlinjer för sjukvården i denna fråga, där de trycker på vikten av att uppmärksamma viktstigma. År 2020 presenterades ett konsensusuttalande av forskare, med syftet att belysa och motverka stigmatiseringen, i tidskriften Nature som inleddes:
| ”                                                                          | People with obesity commonly face a pervasive, resilient form of social stigma. | „ |
| – ur Joint international consensus statement for ending stigma of obesity, |                                                                                 |   |

## Viktbias
Viktbias innebär att ha fördomar om människor med övervikt och fetma baserat på deras storlek.  Det handlar ofta om tron att denna grupp människor exempelvis är lata, missköter sig, är inaktiva, ointelligenta och äter skräpmat. Detta kan leda till stigmatiserande handlingar som exempelvis mobbning, negativa kommentarer, svårare att få en anställning och sämre bemötande i exempelvis en vårdsituation.
Viktstigma kan också yttra sig om frånvaro av stolar där större människor får plats, exempelvis i väntrum, på flygplan med mera, eller sjukvårdsutrustning som inte passar. Det finns på sina håll fortfarande en utbredd tro på att viktmobbning fungerar motiverande för människor att gå ner i vikt, vilket alltså inte stämmer med aktuell forskning. Det förhåller sig snarare tvärtom.

### Vården
Fördomar är vanligt förekommande inom vården hos i princip alla yrkesgrupper. Vanliga fördomar kan vara att större människor inte är följsamma med behandling och de hålls ofta personligt ansvariga för sin vikt. Överförenklade förklaringsmodeller som kalorier in- kalorier ut ges ofta, vilka ignorerar komplexiteten och svårigheterna överviktiga människor står inför, exempelvis förekomsten av energihomeostas och betydande ärftlighet för BMI. Fördomarna riskerar att medföra sämre vård. Detta kan medföra direkt skada mot människor med fetma, då det kan leda till undvikande av vård eller sämre vård för fetma eller andra sjukdomar.

### Folkhälsoorganisationer
Forskare argumenterar för att fokus måste lyftas från individnivå till samhällsnivå, samt att tidigare åtgärder till stor del gått ut på personligt ansvar, livsstil och information om val av hälsosamma livsmedel samt helt bortsett från viktiga miljöfaktorer som drivit på utvecklingen.
Citat nedan illustrerar problemet med att befolkningens viktutveckling lagts på individnivå. Den före detta brittiska premiärministern Tony Blair uttalade sig så här angående vikt:        
| ”                            | not, strictly speaking, public health questions at all. They are questions of individual lifestyle…They are the result of millions of individual decisions. | „ |
| – ur Current Obesity Reports | |   |

År 2022 kom Sveriges socialstyrelse ut med rekommendationer om just viktstigma. Några av de främsta viktforskarna i världen samlades under 2022 i London för att diskutera orsaker till viktutvecklingen. De var eniga om att ansvaret för utveckling av vikt inte kan läggas på individer, och att det är förändringar i miljön som behöver göras.

#### Forskning
Det är troligt att den överförenklade tron på orsaker till fetma påverkat samhällets anslag till forskning om fetma. Exempelvis anslås betydligt mindre pengar till forskning om fetma jämfört med andra kroniska sjukdomar som cancer och infektionssjukdomar. Tron på att orsakerna till fetma är klarlagda och enkla, snarare är komplexa, kan ha medfört att de underliggande orsakerna inte uppfattats som prioriterade att ta reda på.

#### Forskning vs allmän kunskap
- Kroppsvikt går helt och hållet att styra viljemässigt. Denna tro stöds inte av forskning, som visar att det finns en stark ärftlighet för BMI.[1]
- Populära uttryck som kalorier in- kalorier ut är missledande då de inkorrekt påstår att kroppsvikt eller fettmassa bara påverkas av hur många kalorier som intas och av hur många kalorier som förbrukas. Detta stöds inte av forskningen och bildar grunden för stigmatiserande synsätt som leder till uppfattningar om att människor får skylla sig själva och att de är tjocka på grund av bristande viljestyrka.[1][9]
- Idén om att fetma är ett val är ett missförstånd som går emot vetenskaplig evidens, som visar att fetma primärt uppkommer av en kombination av genetik och miljöfaktorer.[1]
- Tron att fetma helt kan åtgärdas med livsstilsfaktorer som träning och kostförändringar över längre tid, går emot obestridlig evidens, som visar att viljemässig viktnedgång aktiverar potenta kompensatoriska biologiska responser, som exempelvis ökad aptit och minskad metabolism.[1][10]

#### Media

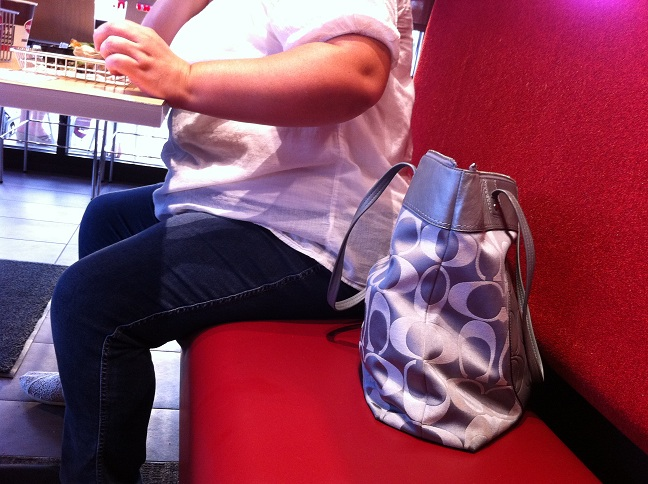
Exempel på stigmatiserande bild.

Media bidrar till negativ bild av större människor genom att framställa dem på ett ofördelaktigt sätt. Exempelvis med avklippta bilder där endast en stor mage syns, ofta kombinerat med skräpmat.

## Förslag på åtgärder, ett urval
Följande punkter, som syftar till att minska på viktstigma, har sammanställts av tvärvetenskapliga expertgrupper, som publicerats i Nature Medicine och Obesity Reviews 2020 respektive 2023:
- Skilj på kroppsstorlek och obesitas[9].
- Använd person först-språk, vilket innebär att sätta personen före deras diagnoser[9].
- Vara sensitiv för individuella språkpreferenser. Medvetandegöra att ord som sjuklig fetma kan upplevas stigmatiserande. Överväg att använda mer neutrala ord som större, tjock eller högre vikt[9].

- Undvika att framställa tjocka människor negativt i media som förstärker stereotyper. Exempelvis avklippta bilder som fokuserar på en tjock mage eller bakdel. Eller på en tjock person som är inaktiv och/eller äter skräpmat. Man bör också undvika offensivt språkbruk som "kriget mot fetman"[9].
- Vanliga missuppfattningar runt hur fetma uppstår skadar samhälle och individer. Sjukvården, folkhälsoorganisationer, regeringar och akademiska institutioner måste se till att kommunikationen om fetma är fri från stigma och grundar sig på modern vetenskap.
- Att visa på skillnaden mellan forskning och den allmänna tron på området, kan minska på fördomar och dess skadliga effekter[1].
- Akademiska institutioner och professionella grupper måste se till att personal i hälso- och sjukvården får adekvat utbildning om orsaker och mekanismer[1].
- Det skall finnas klara och tydliga riktlinjer för att förebygga viktbaserad diskriminering.[1]

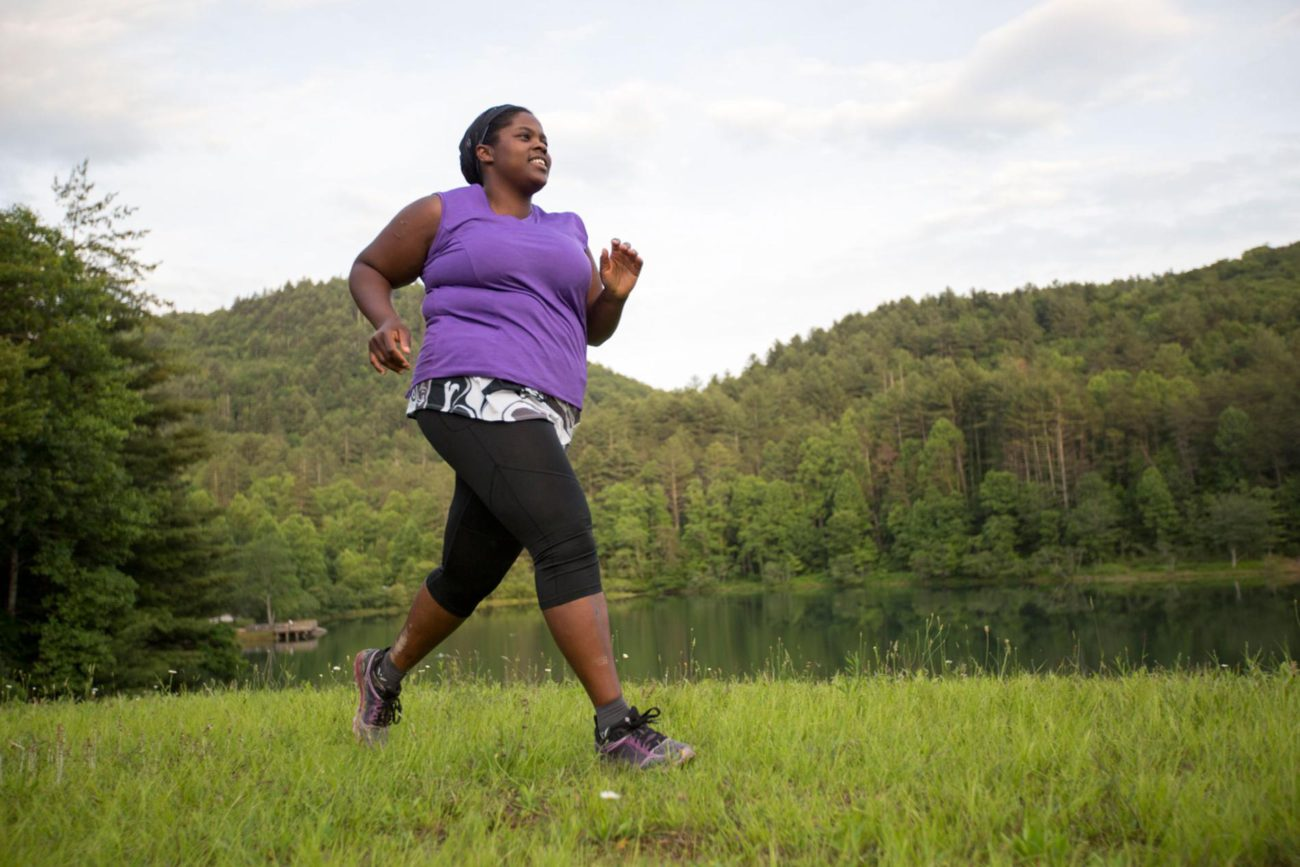
Exempel på neutral bild av en större människa.

## Hälsorisker och konsekvenser associerade med viktmobbning
- depression
- sämre kostmönster
- undvikande av träningsanläggningar
- undvikande att söka medicinsk vård
- suicid
- ångest
- viktuppgång
- sämre vård[1][12]